# ジェノグラム
ジェノグラム（英語: genogram）とは、ある人物を中心とした家族関係を理解するために作成される図である。

## 名称の由来
ジェノグラムとは、書籍(ジェノグラムの臨床(2009))の訳者である石川の「訳者あとがき」によれば、GEN-O-GRAM で構成された新造語であり、ここでの GEN は GENERATION を意味する。しかもこの GENERATION には血のつながり、一族という単なる生物学上の系譜を超え、世代間相互作用という心理学上の含みが課せられていると言う。遺伝子という意味の英語のgeneと、図表という意味の英語のdiagramとを合成した造語である。

## 用途
ジェノグラムは、主に介護、障害者支援などの福祉、医療、教育の分野で、援助者が利用者を支援する方策を考えるために、作成される。また、支援記録などにも、ジェノグラムが貼付される場合が有る。１枚の図として作成されるため、文章で家族や姻戚関係や死別の有無などの家族の状況を解説するよりも、本人の周囲の家族関係が、一目で理解できる。家族内支援のキーパーソンを見付けたりするための資料として活用できる。